# New Cactus Band
The New Cactus Band – amerykańska grupa muzyczna wykonująca rock.

## Historia
Po rozpadzie supergrupy Cactus w 1972 roku klawiszowiec Duane Hitchings założył The New Cactus Band. Poza nawiązaniem do nazwy nic nie łączyło obu grup – ani muzycy, ani muzyka. Oprócz Hitchingsa w skład nowej formacji weszli: gitarzysta Mike Pinera (wcześniej Blues Image, Iron Butterfly, Ramatam, później Alice Cooper), basista Rolad Robinson i perkusista Jerry Norris. W tym składzie grupa nagrała i wydała w 1973 roku tylko jedną płytę – Son Of Cactus. W połowie 1973 ruszyli w trasę po Wschodnim Wybrzeżu i środkowym Wschodzie Stanów Zjednoczonych, a wkrótce potem drogi muzyków rozeszły się.

## Dyskografia
- Son Of Cactus (1973)